# 어네스트 베스트
어네스트 베스트 (Ernest  Best, 1917년 5월 23일,  2004년 10월 1일)  목사, 교육자, 저자이다. 베스트는 신약성서의 주도적인 학자였다. 특히 마가복음과 에베소서에 관한 글로 잘 알려져 있다. 한국인 제자로는 서울교회의 이종윤 박사이다.

## 학력및 경력
- Queen's University
- 세인트 앤드루스 대학교
- 글래스고 대학교

## 생애
북아일랜드 벨파스트에서 출생한 베스트는 Queen's University에서 교육을 받고 1938년에 수학 학사 학위를, 1939년에 석사 학위를 받은 후 신학으로 전향하여 1942년에 BD를 취득하고 박사 학위를 받았다. 1948년 베스트는 1949년에 장로교 목사로 안수받았다. 그 후 1940년대 후반에는 아일랜드 뱅거에서 부목사로, 1950년대와 1960년대 초반에는 아일랜드 칼레돈과 민터번에서 목사로 일했다. 베스트는 1963년 세인트 앤드루스 대학교에서 학업을 시작하여 1971년까지 강사로, 1971년부터 1974년까지 성서 문학과 신학 선임 강사로 재직했다. 글래스고 대학교(University of Glasgow)에서 의장을 역임했다. 그는 1982년 명예 교수로 은퇴할 때까지 글래스고에 남아 있었다. 성서 학자로서 베스트는 종종 자신이 성경의 독특한 해석자임을 증명했다. 신약성경은 성경의 지혜를 현대에 적용하고자 할 때마다 새로운 세대가 반복적으로 읽어야 한다는 입장을 취한다. 그러므로 그는 때때로 복음서와 다른 책들에 대한 동시대인들의 해석과 모순되었다. 예를 들어, 그는 그의 동료들과 달리 마가복음의 주요 주제는 예수와 사탄 사이의 갈등이 아니라 인류의 영혼을 구원하려는 예수의 노력과 관련이 있다고 믿었다. 베스트는 The Temptation and the Passion: The Markan Soteriology (1965; 제2판, 1990), 데살로니가 전후서 (1972), Mark: The Gospel as Story (1984), 그리스도를 해석 함(1993). 1997년에는 글래스고 대학교에서 명예 박사 학위를 받았다. 2004년 10월 1일 스코틀랜드 세인트 앤드루스에서 사망했다.

## 저서
- The Markan Soteriology (1965; second edition, 1990)
- 1 and 2 Thessalonians (1972)
- Mark: The Gospel as Story (1984)
- Interpreting Christ (1993)

## 같이 보기
- 이종윤

## 참고 문헌
- Best, Ernest 1917-2004.  encyclopedia.com.